# Duckeella
Duckeella é um género botânico pertencente à família das orquídeas (Orchidaceae). Foi proposto por Paulo de Campos Porto e Alexander Curt Brade, publicado nos Anais da Reunião Sul-Americana de Botânica 3(1): 32, em 1840, tipificado pela Duckeella adolphii Porto & Brade. O nome é uma homenagem ao botânico brasileiro Walter Adolpho Ducke.
São três espécies terrestres de raízes fibrosas, pubescentes, que habitam respectivamente três áreas restritas no noroeste da Amazônia, na Venezuela, Colômbia e Brasil, onde cada uma delas endêmicas.
Distingue-se facilmente este gênero, pelas flores amarelas, e muitas longas folhas basilares, lineares e coriáceas.
Apresentam caule ereto, ramoso, de cerca de 80 centímetros de altura, com pequenas bainhas. As flores vistosas, em regra de quatro a doze, são de tamanho médio, com labelo trilobado alongado, apresentando na base um calo sulcado, similar aos de Zygopetalum. A coluna possui dois prolongamentos auriculiformes apicais, que se projetam para frente, cobrindo lateralmente a antera, que é anterior à extremidade da coluna. As sépalas e pétalas são livres, de formato e cor quase iguais, mesmo o labelo apresenta formato muito semelhante, de modo que ao observador desatento essas flores não se parecem muito com orquídeas.
Minutos após serem coletadas, as folhas das espécies deste gênero escurecem e a planta morre. Não temos notícias de plantas em cultivo. Deve ser tentado o cultivo através de semente.

## Espécies
1. Duckeella adolphii Porto & Brade, Anais Reunião Sul-Amer. Bot. 3: 32 (1938 publ. 1940).
2. Duckeella alticola C.Schweinf., Bot. Mus. Leafl. 19: 195 (1961).
3. Duckeella pauciflora Garay, Bot. Mus. Leafl. 18: 186 (1958).